# Ваудестейн
«Ваудестейн» (нід. Stadion Woudestein) — багатофункціональний стадіон у Роттердамі, Нідерланди, домашня арена ФК «Ексельсіор».
Стадіон побудований та відкритий у 1902 році як футбольне поле команди «Ексельсіор». У 1939 році, після капітальної реконструкції, арена офіційно відкрита як клубний стадіон «Ексельсіора». Подальші реконструкції здійснювалися у 1958, 1973, 2000 роках, у ході чого арена змінювала кількість місць та їх розміщення відносно ігрового поля. Після генеральної реконструкції стадіону в 2016 році було досягнуто місткості 4500 глядачів, що робить «Ваудестейн» найменшим стадіоном найвищого дивізіону чемпіонату Нідерландів з футболу.
Назва стадіону походить від однойменного колишнього маєтку, який був у лісі неподалік.
Протягом 2000—2004 років арена носила ім'я «Стад Роттердам Верзекерінген», що пов'язане зі спонсорською угодою, укладеною з однойменною страховою компанією.
На стадіоні встановлена дошка слави Робіна ван Персі, який є випускником спортивної академії ФК «Ексельсіор» та виступав за клуб у 1997—1999 роках.